# Pambolus achterbergi
Pambolus achterbergi är en stekelart som beskrevs av Sergey A. Belokobylskij 1986. Pambolus achterbergi ingår i släktet Pambolus och familjen bracksteklar. Inga underarter finns listade i Catalogue of Life.